# 硝酸胍
硝酸胍是胍的硝酸盐，化学式为[C(NH2)3]NO3，无色且可溶于水。它可用作气体发生器和固体火箭推进剂，作为高能燃料而大规模生产。

## 制备与性质
尽管硝酸胍可以由硝酸和胍的中和反应制备，但工业上，是通过双氰胺（或其钙盐）和硝酸铵的反应得到的。
它已被用作模型飞机的Jetex引擎中的单组元推进剂。硝酸胍是受欢迎的材料，因为它具有高气体输出和低火焰温度。它具有177秒（1.7kN·s/kg）的相对高的单组元推进剂比冲

## 安全
硝酸胍属于危险品，具有氧化性且可以爆炸。它对眼睛、皮肤有害，吸入有害。

## 拓展链接
- Jetex: Propellants
- PhysChem: Guanidine Nitrate （页面存档备份，存于） MSDS